# Antonio de Berrio
Antonio de Berrio (ur. ok. 1520, zm. 1596 lub 1597) – gubernator Trynidadu i Gujany, uczestnik wojny z Maurami o Grenadę, żołnierz księcia Alby.
Antonio de Berrio był żonaty z Marią de Oruina, siostrzenicą Jimeneza Gonzala de Quesady odkrywcy Bogoty i sąsiednich terenów. W 1579 roku Quesada zapisał mu w spadku El Dorado, a zapis uhonorował król Filip II, mianując go generałem El Dorado i gubernatorem Gujany.
Antonio de Berrio dla odszukania El Dorado zorganizował kilka wypraw na Wyżynę Gujańską. Pierwsza odbyła się 1 stycznia 1584 roku. Liczyła 80 konkwistadorów i jej trasa przechodziła przez Kordyliery Wschodnie, międzyrzeczem Mety i Tomo do rzeki Orinoko i podnóży Wyżyny Gujańskiej. Tam zatrzymała go pora deszczowa, jednakże dowiedział się o istnieniu miasta-państwa Manoa, które uznał za poszukiwane El Dorado. Po zbadaniu zachodniego wybrzeża wyżyny w 1585 roku powrócił do Bogoty. Po tej wyprawie, przeprowadził się do ujścia rzeki Orinoko, gdzie założył miasto Sao Thome de Gujana, na Trynidadzie zaś miasto San José de Oruña.
W 1587 roku wyruszył na drugą wyprawę, trwająca ponad dwa lata. W tym czasie zbadał zachodnie urwiska Wyżyny Gujańskiej. W 1590 zorganizował kolejna wyprawę, z którą na czele 118 żołnierzy, 200 Indian oraz z własnym 13 letnim synem Franciskiem, wyruszył pod prąd rzeki Orinoko. Gdy dodarli do ujścia rzeki Caury, zatrzymała ich pora deszczowa, po której pozostało jedynie 50 zdrowych ludzi. Z nimi wdarł się na wyżynę, a następnie kierując się na południe przez dżunglę, dotarli do rzeki Ventuari i spływając nią na skleconych kanoe dotarł do Orinoko, a następnie do ujścia rzeki Mety i Cuary. Tam Antonio de Berrio postanowił zbadać ostatnią rzekę płynącą przez Wyżynę Gujańską i wpadającą do Orinoko – Caroní. Kazał pozabijać wszystkie konie a ich mięso zasolić. Następnie spłynął do Caroni, lecz po drodze większość jego załogi oślepła w wyniku jaglicy. Pozostawiając chorych na wyspie na rzece Orinoko, sam z garstką ludzi popłynął na Trynidad po posiłki.
W 1595 roku Antonio de Berrio organizował kolejna wyprawę. Zanim do niej doszło został napadnięty przez innego poszukiwacza El Dorado Sir Waltera Raleigh, który zniszczył osiedle na Trynidadzie i zdobył miasto San José de Oruña, a Berrię wziął do niewoli. Dwaj poszukiwacze, których łączyła wspólna pasja dogadali się i w roku 1596 Antonio de Berrio zorganizował ostatnią swoją wyprawę, lecz nie mógł nią dowodzić. Prawie wszyscy jej uczestnicy zginęli z rąk Indian na rzece Caroni.
Jego pasja była kontynuowana przez jego syna Francisca de Berria.